# 담혜
담혜(曇慧, ?~?)는 백제의 승려이다.

## 생애
554년, 도심 등 9명과 일본으로 건너가 백제에서 일본에 방문한 최초의 승려가 되었다. 일본에서는 이들을 위해 절을 짓고는 등의 도움을 주었다.